# 웨델섬

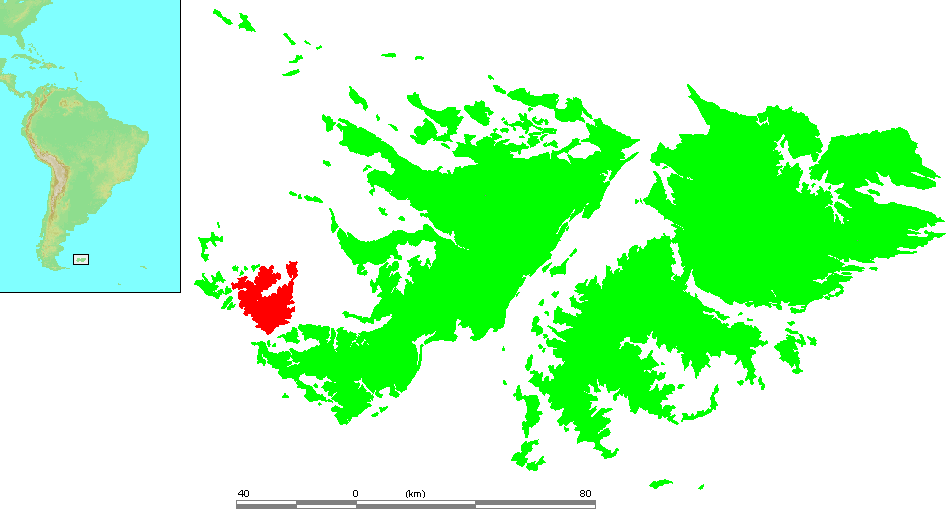
웨델 섬의 위치

웨델섬(Weddell Island)은 남대서양에 있는 영국령 포클랜드 제도에 속한 불모의 섬이다. 섬 이름은 1800년대에 이 섬에 이른 영국의 탐험가 제임스 웨델에서 딴 것이다.

## 개요
포클랜드 제도의 영유권을 주장하는 아르헨티나 측의 명칭은 스페인어로 산호세섬(스페인어: Isla San José)이다. 포클랜드 제도에서 세 번째로 큰 섬으로, 면적은 254km2이다. 또한, 웨델 섬에는 물개와 펭귄 등의 야생 동물들이 서식하고 있다. 사람이 살지만 인구수가 매우 작으며, 유일한 마을인 웨델(Weddell Settlement)에서 사람들이 모여 거주한다.